# توم ماكفيرسون
توم ماكفيرسون (بالإنجليزية: Tom McPherson)‏ هو سياسي أمريكي، ولد في 26 مارس 1935. انتخب عضو مجلس ولاية فلوريدا.